# La cena di un mangaka
La cena di un mangaka (マンガ家 夜食研究所?, Mangaka yashoku kenkyūjo, lett. "Laboratorio di cucina notturno di un mangaka") è un manga di Yūsuke Murata. È stato pubblicato originariamente da Kōdansha nel 2016 e introdotto in Italia dall'editore Panini Comics nel novembre del 2018.
Il fumetto nasce dai post pubblicati da Murata stesso sul suo profilo twitter, piattaforma su cui l'autore raccontava a vignette i suoi esperimenti culinari. Nel 2015, dopo aver proposto in forma cartacea sotto forma di Dōjinshi tali narrazioni, Murata è riuscito a ottenere da Kodansha una serie sulla rivista Morning, poi raccolta nel volumetto La cena di un mangaka.

## Trama
Mescolando racconti autobiografici, sketch, foto e ricette di cucina, Yusuke Murata suggerisce ai propri lettori piatti di cucina sperimentale, nati nelle notti che dedica al lavoro di fumettista. Reinventando le ricette del ramen, della tenpura, dell'amazake, dei mochi, della pizza, del pane fritto e ben altre, il mangaka suggerisce al pubblico di sperimentare il più possibile, per crearsi da sé la propria cucina.